# Француска супа од лука
Француска супа од лука (француски: soupe à l’oignon) је врста супе углавном базирана на месном бујону и луку, и често се служи гратинирана са крутонима или већим парчетом хлеба прекривеног сиром, који плутају на врху. Иако је старог порекла, јело је доживело поновни раст популарности шездесетих година прошлог века у Сједињеним Државама због повећаног интересовања за француску кухињу. Француска супа од лука може се послужити као оброк сама по себи или као прво јело.

## Историја
Супе од лука биле су популарне барем још у римско доба. Током историје на њих се гледало као на храну за сиромашне људе, јер је лука било у изобиљу и лако се узгајао. Савремена верзија ове супе потиче из Париза у Француској у 18. веку,  направљена од говеђег бујона и карамелизованог лука.
У Сједињене Државе га је увео њујоршки ресторан Хенри Моукин 1861. године, где је његова супруга Мари била куварица. Често се завршава стављањем испод роштиља у чинији са крутонима и растопљеним Comté сиром на врху. Крутон на врху подсећа на древне супе (види историју супе).

## Припрема
Рецепти за супу од лука се веома разликују:
Иако је течност обично месни бујон, то може бити само вода. Може се додати млеко. Може се згуснути јајима или брашном. Може бити гратинирана или не. 
Генерално, рецепти прецизирају да лук треба кувати полако, тако да постане карамелизован. Ракија, шери, или бело вино се додаје на крају ради глазуре. Основа супе су често преливене кришке (препеченог) хлеба („крутони“).
За гратинирану верзију крутони се преливају сиром и препеку. Затим се супа одмах сервира у чинију у којој је печена на роштиљу, печена или - у породичном стилу - одмах преливена у појединачне посуде за сервирање помоћу кутлаче.

## У продаји
Комерцијална дехидрирана супа од лука је широко доступна и кључни је састојак француског умака од лука.

## Алтернативна имена
Неки алтернативни називи супе су: 
- Soupe à l'oignon à la Parisienne
- Gratinée Parisienne
- Gratinée des Halles
- Gratinée Lyonnaise
- Soupe à l'oignon Lyonnaise
- Soupe à l'oignon Gratinée